# I Will Be
"I Will Be" je pjesma koju su napisali kanadska pjevačica Avril Lavigne, Lukasz Gottwald i Max Martin. Pjesma je snimljena u 2007. godini i nalazila se na limitiranoj verziji Avrilinog albuma The Best Damn Thing. 
Britanska pjevačica Leona Lewis obradila je pjesmu za njen debitanski album Spirit i objavila je pjesmu kao treći i završni singl u Sjevernoj Smerici.

## Struktura pjesme
Riječi za Leoninu verziju su malo promijenjene, u sredini pjesme Leona pjeva, "Without you, I can't breathe" (bez tebe ja ne mogu disati), dok Avril pjeva "Without you, I can't sleep" (bez tebe ja ne mogu spavati).

## Videospot
Spot za "I Will Be" se počeo snimati 18. prosinca, 2008. u New Yorku. Video je režirala Melina Matsoukas, koja je režirala i međunarodnu verziju spota za "Bleeding Love". U videu je Chace Crawford imao ulogu njenog dečka.
U spotu Lewis pretpostavlja da je lik Crawforda ukrao veću količinu novaca. Lewis govori Crawfordu kako ona ne može ostati s njim i da će se jednog dana opet sastati s njim. Nakon što ga napušta ona se da uhvatiti od strane policije tako da on može pobjeći. Ona je uhićena od NYPD službenika, kojeg glumi Cedric Darius.

## Promocija
Lewis je ljeti u 2008. izvodila pjesmu na Strippedu, s ostalim singlovima iz albuma.

## Top ljestvice
| Ljestvica (2009) (verzija Leone Lewis) | Najviša Pozicija |
| -------------------------------------- | ---------------- |
| Kanada                                 | 83               |
| SAD Billboard Hot 100                  | 66               |
| SAD Billboard Pop 100                  | 24               |
| SAD Billboard Hot Adult Top 40 Tracks  | 21               |

## Povijest izdanja
| Regija | Datum              | Kuća      | Format             |
| ------ | ------------------ | --------- | ------------------ |
| SAD    | 6. siječnja, 2009. | J Records | Digitalni download |